# Lateinische Übersetzungen im Hochmittelalter

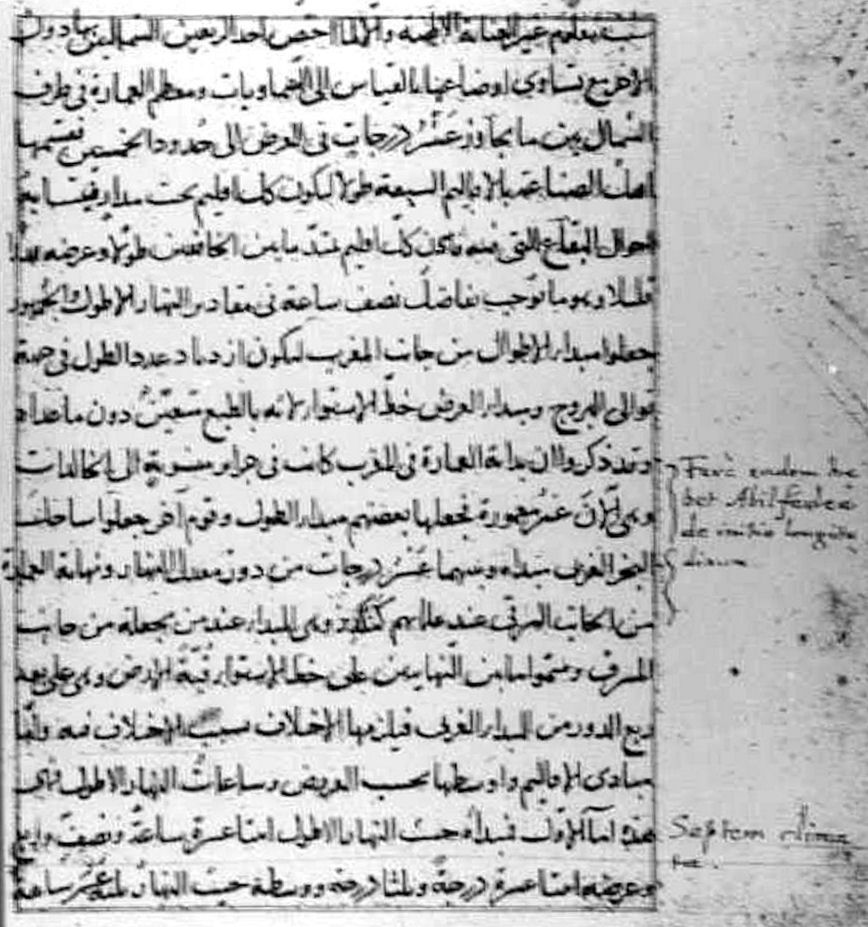
Arabisches astronomisches Manuskript von Nasīr ad-Dīn at-Tūsī mit Randnotizen von Guillaume Postel

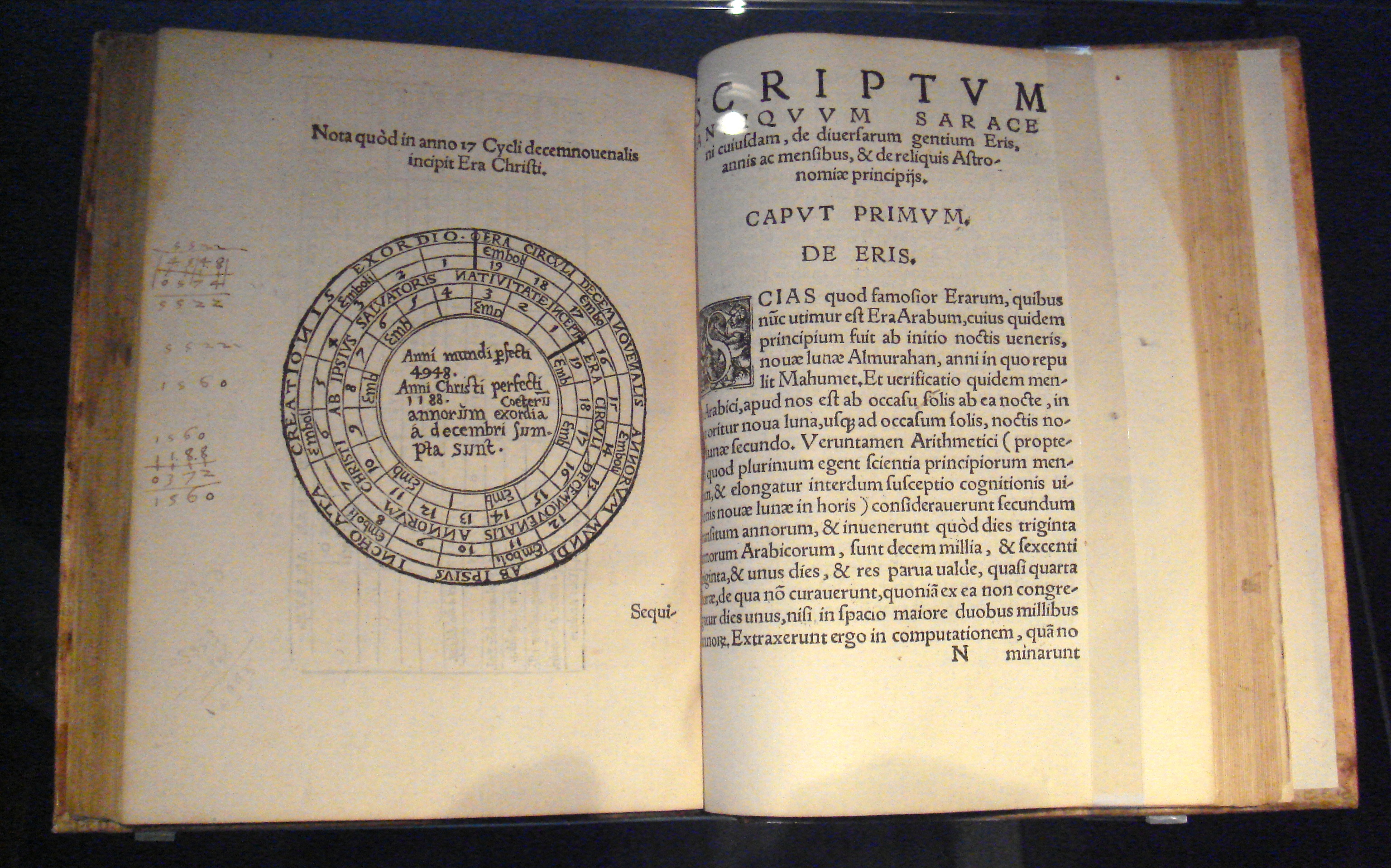
Albohali: De Iudiciis Natiuitatum wurde 1136 von Plato von Tivoli und 1153 von Johannes Hispalensis ins Lateinische übersetzt. Nürnberger Ausgabe der Übersetzung des Johannes Hispalensis, 1546.

Lateinische Übersetzungen im Hochmittelalter entstanden während der hochmittelalterlichen „Renaissance“ im Zuge der Aneignung neuer, vor allem griechisch- und arabischsprachiger Wissensquellen durch europäische Wissenschaftler. Im späten 11. Jahrhundert waren die zuvor von muslimischen Arabern beherrschten Gebiete des Taifa-Königreichs von Toledo (1085) sowie Sizilien von christlichen Herrschern erobert worden. Die verbliebenen arabischen Gelehrten, eine noch zu großen Teilen Arabisch sprechende Bevölkerung und die neue christliche Herrschaft boten einen neuen Zugang und günstige Ausgangsbedingungen für die Arbeit der lateinisch schreibenden europäischen Gelehrten. Ein typisches Beispiel bietet die Biografie Gerhard von Cremonas (ca. 1114–87): Dieser war nach Toledo gereist, weil er die ihm verfügbaren lateinischen Quellenwerke zum Almagest des Claudius Ptolemäus für unzureichend hielt. Als er dort arabische Lehrbücher vorfand, die den in lateinischer Sprache verfügbaren Werken in Umfang und Inhalt überlegen waren, beschloss er, Arabisch zu lernen und die Bücher zu übersetzen.

## Vorgeschichte
Während islamische Gelehrte schon kurz nach der Islamischen Expansion begonnen hatten, griechische und lateinische Autoren der Spätantike zu übersetzen und durch eigene Ideen zu erweitern, standen christliche Autoren wie Hieronymus der „heidnischen“ Philosophie beispielsweise des Aristoteles ablehnend gegenüber. Diese Haltung war einer der Gründe für Bücherverluste. Dem Mangel an Literatur der großen griechischen Philosophen und deren Übersetzung trat im 6. Jahrhundert Cassiodor entgegen, der 535 mit Papst Agapit die Gründung einer Bibliothek kirchlicher Autoren in Griechisch und Latein vereinbart hatte.  Diese Bibliothek wurde als Bestandteil von Cassiodors Bildungs-Projekt im Kloster Vivarium angelegt, wo lateinische Übersetzungen erstellt wurden. Bald nach Cassiodors Tod wurde die Bibliothek aufgelöst. Nur für kurze Zeit, während der Karolingischen Erneuerung, waren philosophische Werke der griechisch-römischen Antike in Europa von Gelehrten wie Alkuin diskutiert worden. Insgesamt machte das philosophische Denken im frühmittelalterlichen Europa kaum Fortschritte. Dies änderte sich erst mit dem Aufkommen der Scholastik im 12. Jahrhundert und der Entstehung der ersten europäischen Universitäten. Deren Bibliotheken sammelten erhaltene antike Schriften und stellten einen Ort zur Verfügung, an dem die neu verfügbaren Gedanken diskutiert werden konnten.
Mit den christlichen Eroberungen des 11. Jahrhunderts (Toledo, 1085; Sizilien, 1091; Jerusalem, 1099) wurden Gebiete mit einer langen Tradition der Vielsprachigkeit für christliche Gelehrte zugänglich; die Vielsprachigkeit erleichterte die Übersetzertätigkeit. Auf Sizilien, das seit 212 v. Chr. römische Provinz gewesen war und bis ins 10. Jahrhundert unter byzantinischer Herrschaft gestanden hatte, konnten griechische Werke direkt ins Lateinische übersetzt werden. Das spanische Toledo, das als Teil von al-Andalus seit 711 unter arabischer Herrschaft gestanden hatte, bot ideale Bedingungen für Übersetzungen aus dem Arabischen ins Lateinische.
Im Gegensatz zum Interesse der Renaissance an den Werken der klassischen Antike waren die Übersetzer des 12. Jahrhunderts eher an Erkenntnissen aus der islamischen Wissenschaft und Philosophie interessiert, in geringerem Grad auch an religiösen und literarischen Werken.

## Übersetzungen in Italien

### Monte Cassino
Im 11. Jahrhundert studierte Konstantin der Afrikaner, ein Forscher, Fachautor und Übersetzer aus Karthago, Medizin im frühislamischen Ägypten. Als Mönch im Kloster von Monte Cassino in Italien übersetzte er später Werke der islamischen Medizin aus dem Arabischen. Unter anderem übersetzte er al-Madschūsis medizinische Enzyklopädie „Vollständiges Buch von der ärztlichen Kunst“ (Kitāb Kāmil aṣ-Ṣināʿa aṭ-Ṭibbiyya) als „Liber pantegni“ (koiné-griechisch pantéchni bezeichnet hier „die gesamte Heilkunst“). Dieses Werk gehörte zu den Lehrbüchern, die an der Schule von Salerno auf dem Lehrplan standen. Eine vollständigere und genauere Übersetzung wurde 1127 von Stephan von Antiochia angefertigt. Das Werk war weit verbreitet und wurde noch 1492 und 1523 in Venedig gedruckt. Außerdem übersetzte Konstantin die Isagoge ad Tegni Galeni von Hunain ibn Ishāq und dessen Neffen Hubaysh ibn al-Hasan, den Liber de febribus, Liber de dietis universalibus et particularibus und Liber de urinis von Isaak ben Salomon Israeli, Ishaq ibn Imrans psychologisches Lehrbuch al-Maqala fi al-Malikhukiya als De melancolia sowie Ibn al-Dschazzars Bücher De Gradibus, Viaticum, Liber de stomacho, De elephantiasi, De coitu und De oblivione.

### Sizilien
Sizilien gehörte bis 878 zum Byzantinischen Reich, stand von 878–1060 als Emirat von Sizilien unter islamischer und zwischen 1060 und 1090 unter normannischer Herrschaft. Das normannische Königreich Sizilien blieb weiterhin dreisprachig und war somit ein geeigneter Ort für die Übersetzertätigkeit, zumal weiterhin Beziehungen zum griechischsprachigen Byzantinischen Reich bestanden.

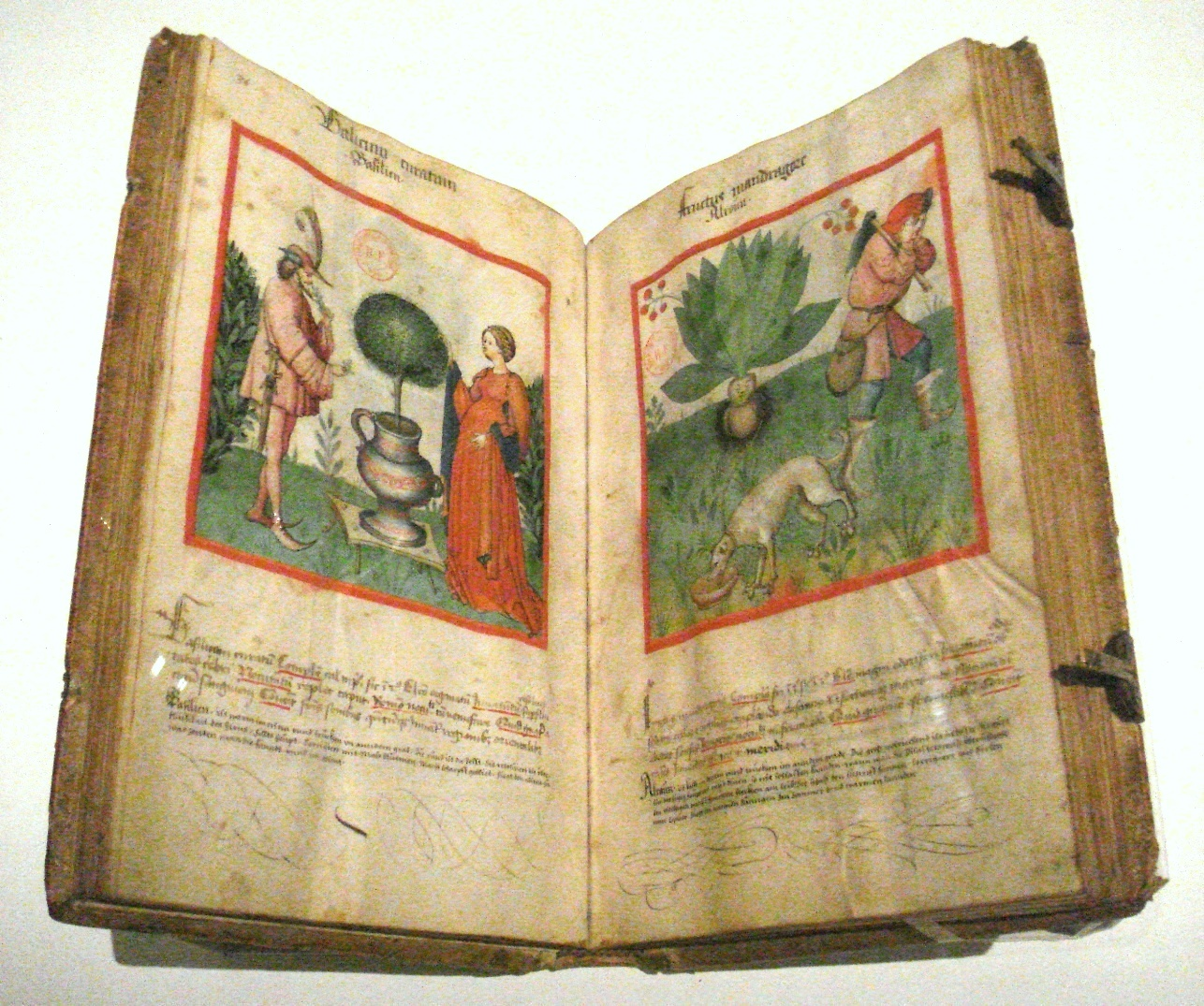
Ibn Butlans Tacuinum sanitatis, Rheinland, 2. H. 15. Jh.

Eine Kopie des Almagest des Claudius Ptolemäus wurde als Geschenk des byzantinischen Kaisers Manuel I. (Byzanz) an Wilhelm I. von Sizilien von Henricus Aristippus nach Sizilien gebracht, der von 1158 bis 1160 Gesandter in Byzanz war. Aristippus übersetzte Platons Menon und Phaidon ins Lateinische; eine lateinische Übersetzung des Almagest sowie einiger Werke des Euklid, des vierten Buchs der Meteorologica des Aristoteles sowie Werke des Gregor von Nazianz aus dem Griechischen wurde von einem unbekannten Studenten der Schule von Salerno angefertigt. Später veröffentlichte Gerhard von Cremona eine vollständigere Übersetzung des Almagest aus dem Arabischen. In Sizilien wurde üblicherweise direkt aus dem Griechischen übersetzt, nur wenn griechische Texte nicht verfügbar waren, griff man auf arabische Texte zurück und übersetzte diese. Eugenius von Palermo, ein hoher sizilianischer Beamter (Ammiratus) des Königreichs, übersetzte die Optik des Ptolemäus und nutzte dabei seine Kenntnis aller drei Sprachen. Accursius von Pistoia übersetzte Werke von Galen und Hunain ibn Ishāq. Gerard de Sabbioneta übersetzte Avicennas Kanon der Medizin sowie al-Razis Almansor. Leonardo Fibonacci legte mit seinem Liber Ab(b)aci (1202) die erste europäische Abhandlung über die Indische Zahlschrift aus arabischen Quellen vor. Die Aphorismi des Yuhanna ibn Masawaih (Johannes Mesue) wurden im späten 11. oder frühen 12. Jahrhundert von einem unbekannten Übersetzer übertragen.

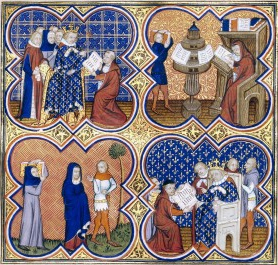
Karl V. ordnet die Übersetzung von Aristoteles an. Buchmalerei aus dem Prolog von Politik, Wirtschaft, Ethik von Aristoteles.

Jakob von Venedig, der möglicherweise einige Jahre in Konstantinopel verbracht hatte, wurde bekannt als maßgeblicher Übersetzer von Aristoteles aus dem Altgriechischen ins Lateinische. Zahlreiche überlieferte Kopien aus dem 13. Jahrhundert tragen den Hinweis translatio Jacobi. Zugeschrieben werden ihm die ersten griechisch-lateinischen Übersetzungen der Physica, der Metaphysica (Buch I bis Buch IV, 4, 1007a31) und von De anima. Die Übersetzung von Teilen der Parva naturalia wird ihm ebenfalls zugewiesen (insbesondere die translatio vetus der De morte et vita, De memoria, De juventute und De respiratione), genauso die neuen Textfassungen der bereits von Boethius übersetzten Topica, De sophisticis elenchis (Fragmente), der Analytica priora und posteriora. Die Übersetzungen der letzteren sind im gesamten Mittelalter stark verbreitet: 275 bekannte Manuskripte stammen von ihm, dagegen nur acht von den drei anderen bekannten Übersetzern. Mit seinem Namen werden auch Fragmente eines Kommentars zur Elenchis und zur Analytica posteriora in Zusammenhang gebracht. Damit hatte er den Korpus der logischen Texte des Aristoteles, das Organon, vollständig in lateinischer Sprache verfügbar gemacht.
Im 13. Jahrhundert übersetzte Bonacosa in Padua Averroes’ medizinisches Lehrbuch Kitab al-Kulliyyat als Colliget und Johann von Capua das Kitab al-Taysir des Ibn Zuhr (Avenzoar) als Theisir. In Sizilien übersetzte in dieser Zeit Faradsch ben Salim al-Hawi von Rhazes als Continens sowie das Tacuinum sanitatis des Ibn Butlan. Simon Januensis (Simon von Genua) und Abraham Tortuensis (Abraham von Tortosa) übersetzten Abulcasis At-Tasrif als Liber servitoris, Alcoatis Congregatio sive liber de oculis und das Liber de simplicibus medicinis von Serapion dem Jüngeren.

## Übersetzungen im spanisch-arabischen Grenzgebiet

### Frühe Übersetzungen
Schon gegen Ende des 10. Jahrhunderts reisten europäische Gelehrte zu Studienzwecken nach Spanien. Zu diesen gehörte Gerbert von Aurillac, der spätere Papst Silvester II., der in der Spanischen Mark Mathematik studierte. Er kannte bereits die Aristoteleskommentare des Boethius. Die in dieser Zeit entstandenen Übersetzungen befassten sich überwiegend mit Werken der islamischen Mathematiker und Astronomen, aber auch mit religiösen Texten wie dem Koran. Die Übersetzungen erfolgten überwiegend aus dem Arabischen, oft mit Hilfe arabischsprachiger Einheimischer.
Die bedeutendsten Übersetzungen entstanden unter Petrus Venerabilis, dem 9. Abt der Abtei Cluny. 1142 beauftragte er Robert von Ketton, den getauften jüdischen Gelehrten Petrus Alfonsi und den Mönch Hermann von Carinthia mit der ersten lateinischen Koranübersetzung, dem Lex Mahumet pseudoprophetae. Er verfolgte damit das Ziel, die Religion des Islam aus ihren Quellen zu widerlegen, und schrieb zu diesem Zweck seine Werke Summa totius heresis Saracenorum („Summe der Häresien der Sarazenen“) und Liber contra sectam sive heresim Saracenorum („Gegen die Sekte oder Häresie der Sarazenen“). Weitere islamische Werke wurden übersetzt, darunter al-Kindī, und bildeten zusammen das Corpus toletanum, eine der einflussreichsten Werksammlungen in der Auseinandersetzung des Hochmittelalters mit dem Islam. In Katalonien wirkte Plato von Tivoli, Hermann von Carinthia in Nordspanien und der Languedoc, Hugo von Santalla in Aragon, Robert von Ketton in Navarra und Robert von Chester in Segovia.
Plato von Tivolis Übersetzungen umfassen al-Battanis astronomisches und trigonometrisches Werk De motu stellarum, Abraham bar Chijas Liber embadorum, Theodosios von Bithyniens Spherica und Abhandlung über die Kreismessung von Archimedes. Robert von Chester übersetzte unter anderem al-Chwarizmis Ḥisāb al-ğabr wa-ʾl-muqābala, auf dessen lateinischen Titel Ludus algebrae almucgrabalaeque das Wort „Algebra“ zurückgeht, sowie astronomische und trigonometrische Tabellen. Abraham von Tortosa übersetzte Ibn Sarabis (Serapion des Jüngeren) De Simplicibus, Abulcasis At-Tasrif als Liber Servitoris und 1126 Muhammad al-Fazaris Sindhind, welches selbst eine Zusammenfassung indischer astronomischer Werke (Surya Siddhanta und Brahmaguptas Brāhmasphuṭasiddhānta) darstellt.
Neben philosophischer und wissenschaftlicher Literatur übersetzte der jüdische Gelehrte Petrus Alfonsi eine Sammlung arabischer Geschichten ins Lateinische. Einige dieser Erzählungen entstammen dem Panchatantra und der Sammlung Tausendundeine Nacht, darunter die Erzählung von „Sindbad dem Seefahrer“.

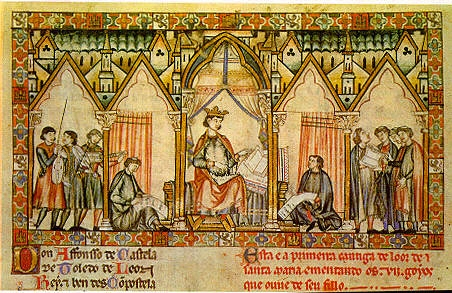
König Alfons X. von Kastilien

### Übersetzerschule von Toledo
Toledo mit seinen Arabisch sprechenden christlichen (mozarabischen) Einwohnern war seit dem Ende des 10. Jahrhunderts ein Zentrum der Gelehrsamkeit und wurde schon zu dieser Zeit von europäischen Gelehrten aufgesucht. Zu den frühesten Übersetzern zählt Abraham ibn Daud (Avendauth), der in Zusammenarbeit mit Dominicus Gundisalvi, dem Archidiakon von Cuéllar (bei Segovia), Avicennas medizinische Enzyklopädie Kitāb ash-Schifā (Buch der Heilung) übersetzte.
Eine eigene Übersetzerschule bildete sich erst nach der Eroberung Toledos 1085: Der Überlieferung nach richtete Raimund von Toledo in der Kathedrale von Toledo eine Übersetzergruppe ein, zu der Mozaraber aus Toledo, jüdische Gelehrte, Lehrer islamischer Madāris und Mönche des Ordens von Cluny gehörten. Sie arbeiteten an Übersetzungen aus dem Arabischen ins Kastilische, Kastilisch in Latein oder direkt aus dem Arabischen ins Lateinische oder Griechische. Besonderen Wert legte Raimund auf die Texte arabischer und jüdischer Philosophen, die zum Verständnis des Aristoteles beitragen sollten. Die Kathedralbibliothek von Toledo wurde als Übersetzerzentrum Escuela de Traductores de Toledo (Übersetzerschule von Toledo) bekannt und spielte eine wichtige Rolle in der europäischen Kultur.

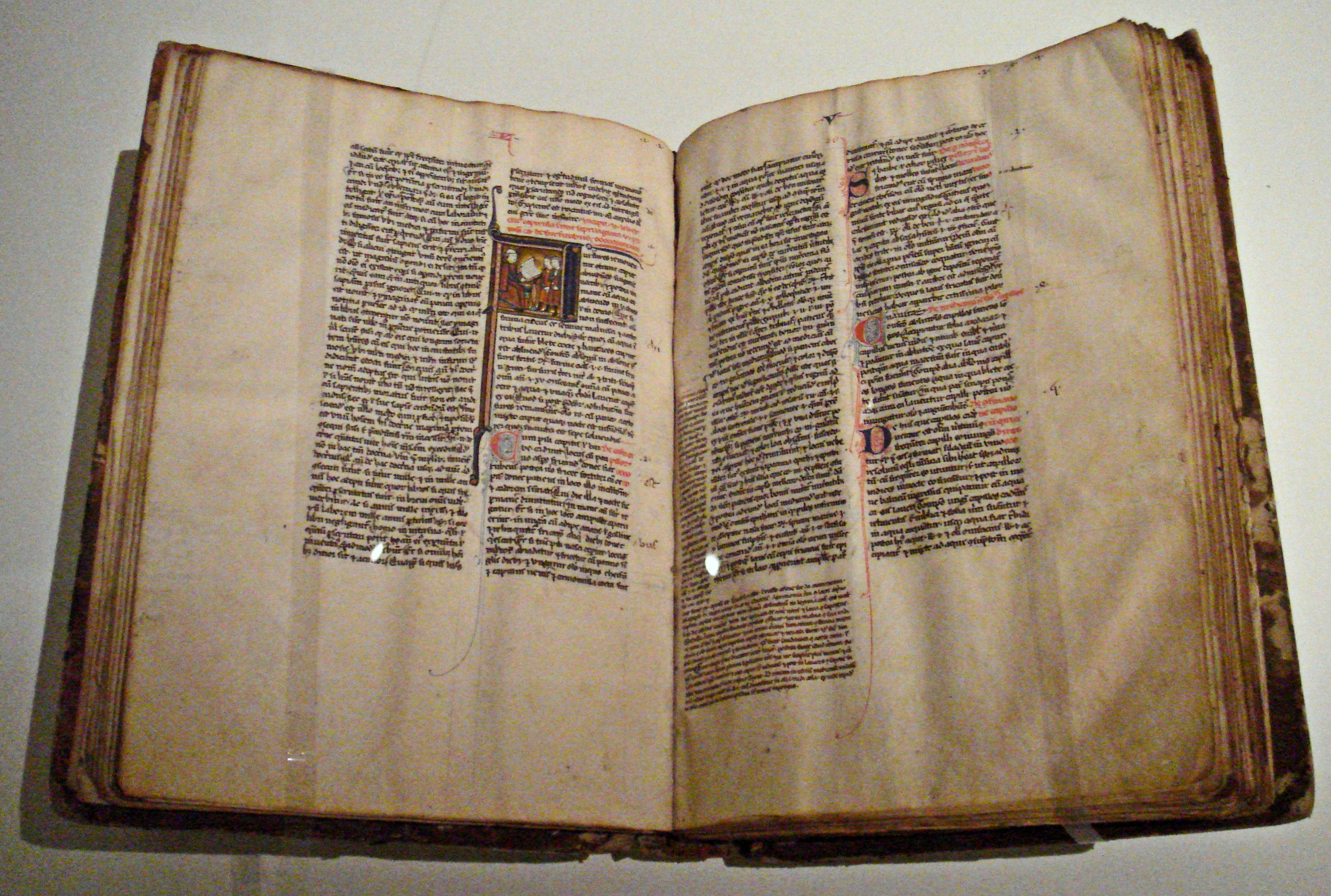
ar-Rāzīs Recueil des traités de médécine, übersetzt von Gerhard von Cremona, 1250–1260

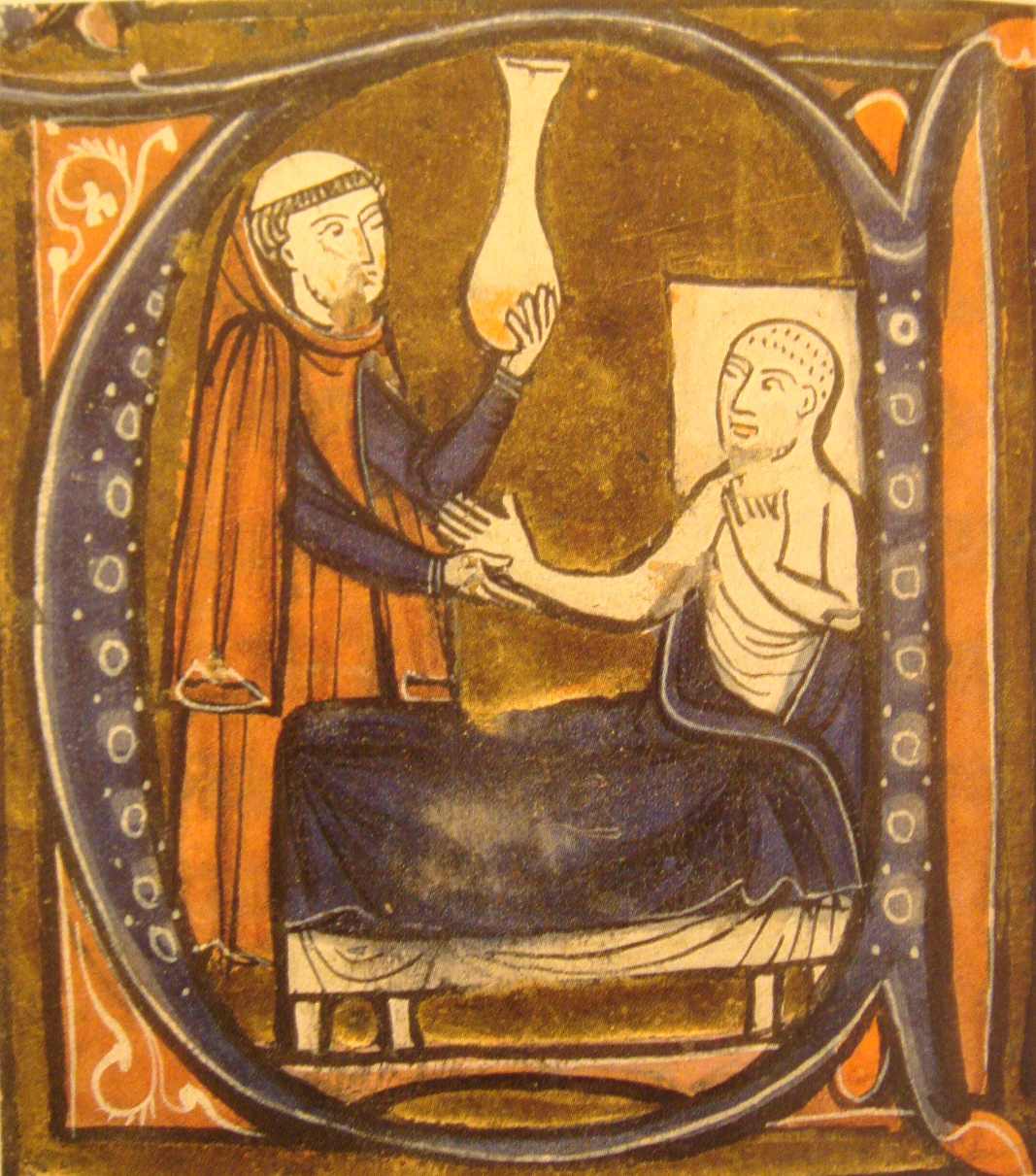
Darstellung des ar-Rāzī in Gerhard von Cremonas Recueil des traités de médécine, 1250–1260

Einer der produktivsten Übersetzer aus Toledo war Gerhard von Cremona, von dem 87 übersetzte Werke bekannt sind. Hierunter befinden sich: der Almagest des Ptolemäus; Werke von Aristoteles, darunter Analytica posteriora, Physik, Über den Himmel, Über Entstehen und Vergehen und Meteorologica; al-Chwarizmis Ḥisāb al-ğabr wa-ʾl-muqābala; die Abhandlung über „Die Kreismessung“ des Archimedes; Euklids „Elemente“; Dschabir ibn Aflahs Elementa astronomica; al-Kindīs Optik; Farghanis Über die Elemente der Astronomie und Himmelsbewegungen al-Fārābīs Einteilung der Wissenschaften; die alchemistischen und medizinischen Werke ar-Rāzīs; Werke von Thabit ibn Qurra und Hunain ibn Ishāq; az-Zarqali; Dschabir ibn Aflah; Werke der Banū-Mūsā-Brüder; Abu Kamil; Abulcasis und Alhazen. Unter den von ihm übersetzten medizinischen Werken finden sich Ali ibn Ridwans Expositio ad Tegni Galeni; die Practica, Brevarium medicinae von Yahya ibn Sarafyun (Johannes Serapion oder Serapion der Ältere); al-Kindīs De Gradibus; ar-Rāzīs Liber ad Almansorem, Liber divisionum, Introductio in medicinam, De egritudinibus iuncturarum, Antidotarium und Practica puerorum; Isaak ben Salomon Israelis De elementis und De definitionibus; Abulcasis At-Tasrif als Chirurgia; Avicennas Kanon der Medizin als Liber Canonis und das Liber de medicamentis simplicus des Ibn al-Wafid (Abenguefit).
Im späten 12. und frühen 13. Jahrhundert übersetzte Markus von Toledo erneut den Koran und verschiedene medizinische Lehrbücher, darunter auch Hunain ibn Ishāqs Liber isagogarum.
Die Bedeutung der Schule von Toledo nahm unter König Alfons X. von Kastilien weiter zu. Dieser hatte darauf bestanden, dass die Übersetzungen „llanos de entender“ („leicht verständlich“) sein müssten. Die Übersetzungen aus Toledo erreichten europäische Gelehrte aus vielen Ländern.
Michael Scotus (ca. 1175–1232) übersetzte 1217 das Kitāb fi l-haiʾa des Nur ad-Din al-Bitrudschi (lat. Alpetragius) als De motibus coelorum („Die Bewegungen der Himmel“) sowie noch vor 1220 die drei arabisch vorliegenden Bücher Historia animalium, De partibus animalium und De generatione animalium des Aristoteles, die, von Albertus Magnus für sein De animalibus verwendet, großen Einfluss erlangten. Obgleich Wilhelm von Moerbeke am 23. Dezember 1260 seine Übersetzungen direkt aus dem Griechischen vollendete, wurden die von Michael Scotus noch im 15. Jahrhundert an den Universitäten genutzt. Sein Ruhm als Übersetzer gründet sich hauptsächlich auf die Übersetzungen der Kommentare des Averroes zu Aristoteles-Schriften wie De anima, De sensu et sensato, De celo et mundo, Physica und Metaphysica. Insgesamt sind 14 Übersetzungen von Averroes-Kommentaren erhalten geblieben.

## Andere europäische Länder
David der Jude (fl. 1228–1245) übersetzte Werke von ar-Rāzī ins Lateinische. Arnaldus de Villanova (1235–1313) übersetzte unter anderem Werke von Galen und Avicenna, darunter dessen Maqala fi Ahkam al-adwiya al-qalbiya als De viribus cordis, De medicinis simplicibus von Abu al-Salt (Albuzali) und Qusta ibn Luqas De physicis ligaturis.
In Portugal übersetzte im 13. Jahrhundert Giles von Santarém ar-Rāzīs De secretis medicine, Aphorismi Rasis und Mesues De secretis medicine. In Murcia arbeitete Rufin von Alexandria an einer Übersetzung des Liber questionum medicinalium discentium in medicina von Hunain ibn Ishāq und Dominicus Marrochinus an den Epistola de cognitione infirmatum oculorum von Ali ibn Isa al-Asturlabi (Jesu Haly). In Lleida übersetzte Johannes Jacobi Alcoatis medizinisches Werk Liber de la figura del uyl ins Català und dann ins Lateinische.
Wilhelm von Moerbeke (ca. 1215–1286) war ein produktiver Übersetzer philosophischer, medizinischer und naturwissenschaftlicher Texte aus dem Griechischen ins Latein. Auf Bitten von Thomas von Aquin unternahm er eine vollständige Übersetzung der Schriften des Aristoteles oder eine Revision schon bestehender Texte. Er gilt als der erste Übersetzer der Politik des Aristoteles. Moerbekes Übersetzungen waren schon im 15. Jahrhundert Standardtexte, als Hendrik Herp anmerkte, die Übersetzung sei sowohl wörtlich (de verbo in verbo), dem Geist des Aristoteles treu und „ohne Eleganz“. Die griechischen Originaltexte einiger von Wilhelms Übersetzungen gingen mit der Zeit verloren, so dass sie ohne seine Arbeit verschwunden wären. Wilhelm übersetzte auch mathematische Abhandlungen von Heron von Alexandria und Archimedes. Von besonderer Bedeutung war seine Übersetzung der Grundlagen (Elemente) der Theologie von Proklos (1268), einem der bedeutendsten Quellenwerke des Neuplatonismus im 13. Jahrhundert. Die Vatikanische Apostolische Bibliothek besitzt Wilhelms eigenes Exemplar seiner Archimedesübersetzung mit Kommentaren des Eutokios, welche 1269 am päpstlichen Hof in Viterbo entstanden war. Für seine Arbeit benutzte Wilhelm zwei der besten griechischen Archimedes-Manuskripte, die seither verloren sind.
Adelard von Baths (fl. 1116–1142) lateinische Übersetzungen umfassen al-Chwarizmis Astronomische Tabellen und seinen Liber ysagogarum Alchorismi, die Einführung in die Astrologie des Abū Ma'shar sowie Euklids Elemente. Adelard arbeitete mit anderen westenglischen Gelehrten wie Petrus Alfonsi und Walcher von Malvern zusammen an der Übersetzung und Weiterentwicklung astronomischer Konzepte aus Spanien. Auch Abu Kamils Algebra wurde zu dieser Zeit ins Lateinische übersetzt, der Name des Übersetzers ist unbekannt.
Alfred von Sareshel (ca. 1200–1227) übersetzte Nikolaos von Damaskus und Hunain ibn Ishāq. Antonius Frachentius Vicentinus übersetzte Avicenna; Armenguad Avicenna, Averroes, Hunain ibn Ishāq und Maimonides; Berengarius von Valentia Abu al-Qasim al-Zahrawi (Abulcasis); Drogon (Azagont) al-Kindī; Farragut (Faradj ben Salam) wiederum Hunain ibn Ishāq, Ibn Zezla (Byngezla), Māsawaih (Mesue) und ar-Rāzī (Rhazes). Andreas Alphagus Bellnensis übersetzte unter anderem Avicenna, Averroes, Serapion den Jüngeren, al-Qifti und Albe'thar.
In Montpellier übersetzten Profatius und Bernardus Honofredi das Kitab alaghdiya von Ibn Zuhr (Avenzoar) als De regimine sanitatis; Armengaudus Blasius übersetzte das al-Urjuza fi al-tibb, eine Kompilation von Schriften Avicennas und Averroes’ als Cantica cum commento.
Weitere Werke, die in dieser Epoche übersetzt wurden, sind unter anderem alchemische Texte von Dschābir ibn Hayyān (Geber), dessen Abhandlungen zu Standardwerken europäischer Alchemisten wurden. Hierunter ist das Kitab al-Kimya (Buch der Elemente der Alchemie), 1144 übersetzt von Robert von Chester (1144).

## Hebräische Übersetzungen
In Südfrankreich und Italien wurden im 12. Jahrhundert Texte ins Hebräische übersetzt. Diese wurden wiederum von anderen Übersetzern wie beispielsweise Profatius Judas benutzt, um lateinische Übersetzungen anzufertigen. Diese Vorgehensweise wurde bis ins 16. Jahrhundert beibehalten.